# Alan Geder

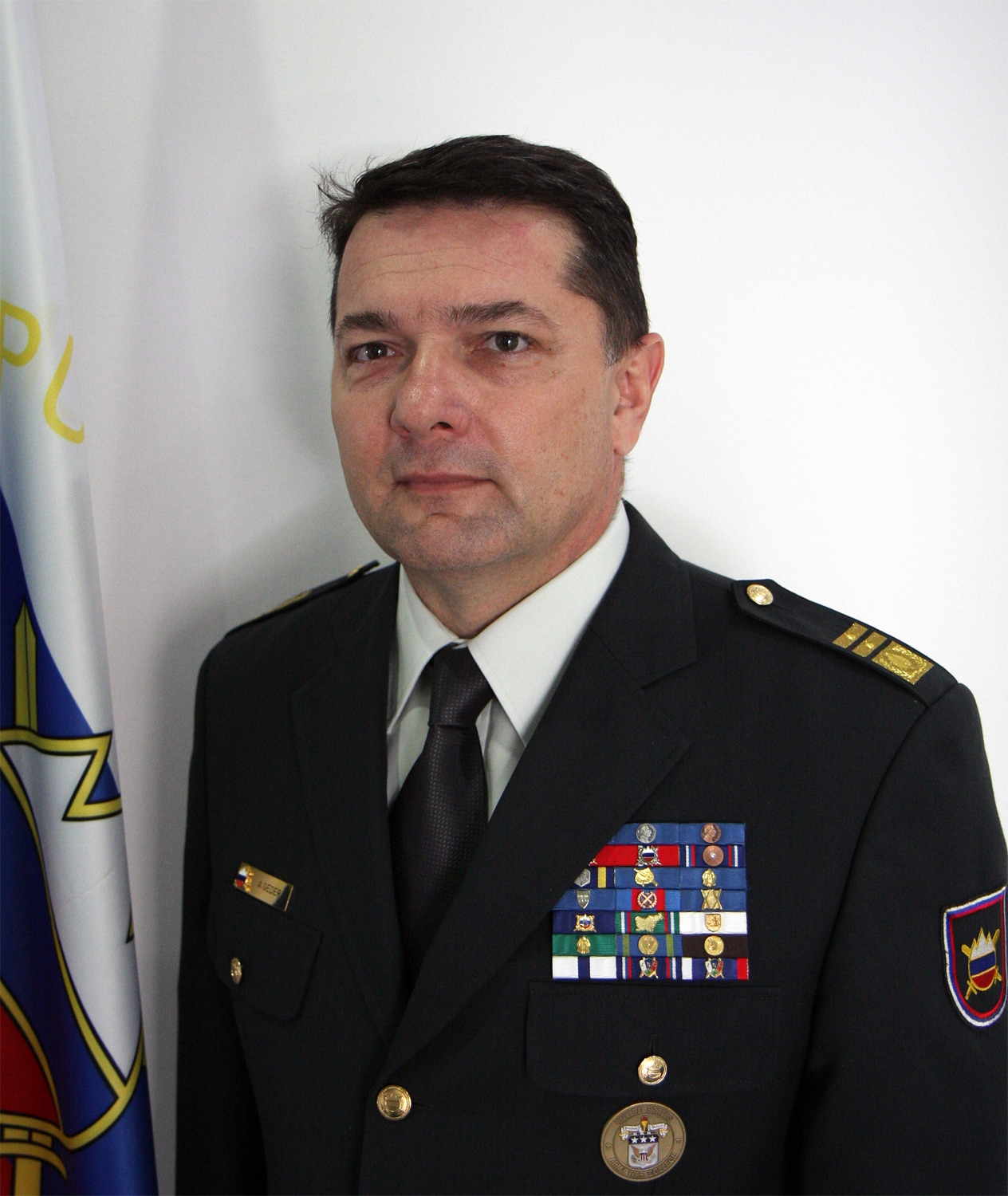
Alan Geder

Alan Geder (* 21. August 1958) ist ein slowenischer Generalmajor. Von Februar bis November 2018 war er Befehlshaber der Slowenischen Streitkräfte.

## Leben
Alan Geder wurde 1958 in Lendava (deutsch: Unterlimbach), der östlichsten Gemeinde Sloweniens, in der Region Prekmurje geboren.

### Militärische Laufbahn
Alan Geder hatte sich bereits 1988 den Verteidigungskräften Sloweniens angeschlossen, aus denen im Rahmen der Loslösung von Jugoslawien die nationalen Streitkräfte des Landes entstanden. Im Jahr 1991 beteiligte er sich aktiv im 10-Tage-Krieg und war in Kampfhandlungen im Nordosten des Landes involviert. Um sich für höhere Führungsaufgaben zu qualifizieren, besuchte er 2004 bis 2005 das United States Army War College.
Im Mai 2010 wurde Geder zum Generalmajor befördert und übernahm im selben Jahr das Amt des stellvertretenden Befehlshabers der slowenischen Armee. Von 2011 bis 2015 war er der Vertreter der Streitkräfte seines Heimatlandes bei der NATO und EU in Brüssel. Anschließend kehrte er nach Slowenien zurück und übernahm wieder die Aufgaben des stellvertretenden Befehlshabers. Im Februar 2018 löste er Andrej Osterman als militärischen Oberbefehlshaber der Streitkräfte ab, im November des gleichen Jahres folgte ihm Alenka Ermenc im Amt nach.

### Privates
Der General lebt mit seiner Familie in Radenci. Vor seiner Militärlaufbahn studierte er in den Jahren 1980 bis 1984 an der Fakultät für Sport in Ljubljana.